# Slowakei beim Eurovision Song Contest
Teilnehmende Rundfunkanstalt
 (1993 bis 2024)
STVR  (seit 2025)
Erste Teilnahme
1993
Bisher letzte Teilnahme
2012
Anzahl der Teilnahmen
8 (Stand 2012)
Höchste Platzierung
13 (2011 SF)
Höchste Punktzahl
50 (1993 SF)
Niedrigste Punktzahl
8 (1998, 2009 SF)
Punkteschnitt (seit erstem Beitrag)
24,25 (Stand 2012)
Punkteschnitt pro abstimmendem Land im 12-Punkte-System
0,76 (Stand 2012)
Dieser Artikel befasst sich mit der Geschichte der Slowakei als Teilnehmer am Eurovision Song Contest.

## Regelmäßigkeit der Teilnahme und Erfolge im Wettbewerb

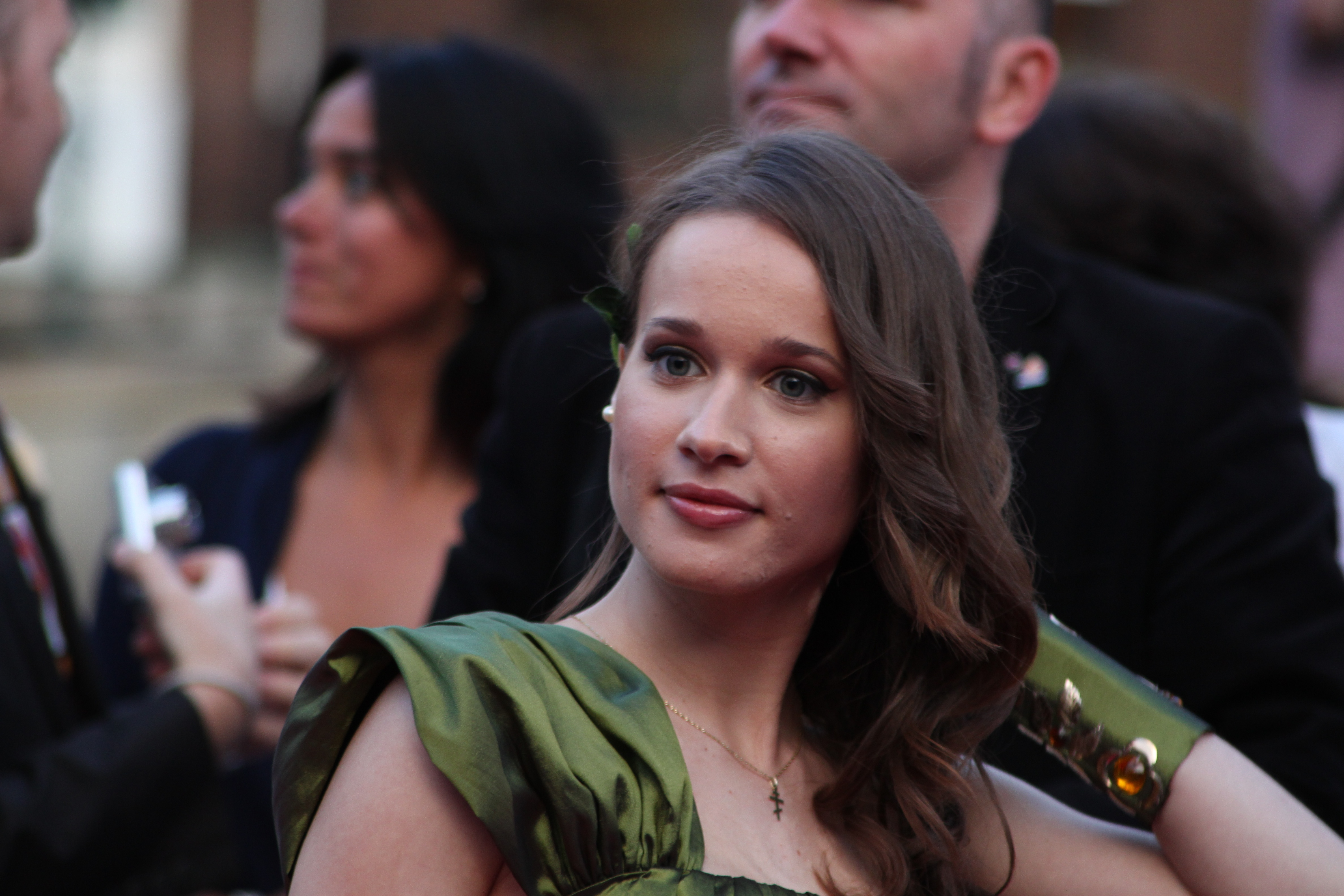
Kristína Peláková, Teilnehmerin 2010

Nach der Dismembration der Tschechoslowakei unternahm die Slowakei 1993 einen ersten Teilnahmeversuch. Die Gruppe Elán scheiterte mit dem Lied Amnestia na neveru damals aber knapp bei der osteuropäischen Vorausscheidung in Ljubljana. Wegen Platz 19 beim Debüt 1994 musste das Land daraufhin 1995 eine Zwangspause einlegen. Da 1996 bei der Rückkehr auch wieder nur Platz 18 erreicht wurde, musste auch 1997 wieder ausgesetzt werden. Auch 1998 bei der Rückkehr wurde mit Platz 21 kein gutes Ergebnis erzielt, so dass das Land 1999 erneut keine Startberechtigung erhielt. Im Jahre 2000 zog sich das Land vom Wettbewerb zurück und nahm aus finanziellen Gründen nicht mehr am Eurovision Song Contest teil. Erst 2009 kehrte das Land zum Song Contest zurück.
Kamil Mikulčík & Nela Pocisková konnten bei der Rückkehr allerdings ebenfalls kein gutes Ergebnis erzielen und landeten auf dem vorletzten Platz im Halbfinale. 2010 trat dann Kristína Peláková für das Land an und war sogar eine der Favoritinnen auf den Sieg. Trotzdem erreichte auch sie nicht das Finale und landete wie ihre Vorgänger nur auf dem vorletzten Platz im Halbfinale. Auch 2011 schaffte es die Slowakei nicht in das Finale, erreichte aber mit Platz 13 im Halbfinale ein besseres Ergebnis als in den zwei Jahren zuvor. 2012 folgte dann das schlechteste Ergebnis für das Land. Max Jason Mai erreichte ebenfalls nicht das Finale, landete dazu aber noch auf dem letzten Platz im Halbfinale. 2013 zog sich das Land dann aus finanziellen Gründen aus dem Wettbewerb zurück und kehrte auch in den darauffolgenden Jahren nicht zum Song Contest zurück.
Am 8. August 2023 wurde bekannt, dass der Sender RTVS eine Rückkehr zum Wettbewerb für das Jahr 2025 plane. Diese Pläne konnten jedoch nicht weiter verfolgt werden.
Am 21. Juni 2024 wurde bekannt gegeben, dass die slowakische Regierung den Sender Rozhlas televízia Slovenska (RTVS) am 1. Juli schließen und durch einen neuen Sender mit dem Namen STVR ersetzt werden. Der Nachfolger STVR übernahm die Mitgliedschaft von RTVS als dessen Rechtsnachfolger, wodurch er berechtigt ist am Eurovision Song Contest teilzunehmen.
Am 8. Juni 2025 gab Filip Púchovský, ein Vertreter der Marketing- und Presseabteilung von STVR bekannt das man an einer Teilnahme am Wettbewerb interessiert sei, möglicherweise in Kooperation mit privaten Unternehmen.
Insgesamt landete keiner der acht Beiträge in der linken Tabellenhälfte. Dazu verpasste das Land viermal das Finale und konnte sich seit der Einführung der Halbfinale nie für das Finale qualifizieren. Das Land erreichte bisher zweimal den vorletzten Platz und einmal den letzten Platz. Somit gehört die Slowakei zu den eher erfolgloseren Ländern im Wettbewerb.

## Liste der Beiträge
Farblegende:
– 1. Platz. 
– 2. Platz. 
– 3. Platz. 
– Punktgleichheit mit dem letzten Platz.
– ausgeschieden im Halbfinale/in der Qualifikation/im osteuropäischen Vorentscheid.
– keine Teilnahme/nicht qualifiziert.
| Jahr          | Interpret                       | Titel Musik (M) und Text (T)                                                  | Sprache                  | Übersetzung                         | Finale                                          | Finale                                          | Halbfinale/ Qualifikation          | Halbfinale/ Qualifikation          | Nationaler Vorentscheid  |
| Jahr          | Interpret                       | Titel Musik (M) und Text (T)                                                  | Sprache                  | Übersetzung                         | Platz                                           | Punkte                                          | Platz                              | Punkte                             | Nationaler Vorentscheid  |
| ------------- | ------------------------------- | ----------------------------------------------------------------------------- | ------------------------ | ----------------------------------- | ----------------------------------------------- | ----------------------------------------------- | ---------------------------------- | ---------------------------------- | ------------------------ |
| 1993          | Elán                            | Amnestia na neveru M: Jano Baláž, Jožo Ráž; T: B. Filan                       | Slowakisch               | Amnestie für Untreue                | Nicht qualifiziert Osteuropäischer Vorentscheid | Nicht qualifiziert Osteuropäischer Vorentscheid | 4 / 7                              | 50                                 | interne Auswahl          |
| 1994          | Tublatanka                      | Nekonečná pieseň M: Martin Ďurinda; T: Martin Sarvaš                          | Slowakisch               | Endloses Lied                       | 19 / 25                                         | 15                                              | Direkt für das Finale qualifiziert | Direkt für das Finale qualifiziert | interne Auswahl          |
| 1995          | Nicht qualifiziert              | Nicht qualifiziert                                                            | Nicht qualifiziert       | Nicht qualifiziert                  | Nicht qualifiziert                              | Nicht qualifiziert                              | Nicht qualifiziert                 | Nicht qualifiziert                 | Nicht qualifiziert       |
| 1996          | Marcel Palonder                 | Kým nás máš M: Juraj Burian; T: Jozef Urban                                   | Slowakisch               | Solange du uns hast                 | 18 / 23                                         | 19                                              | 17 / 29                            | 36                                 | interne Auswahl          |
| 1997          | Nicht qualifiziert              | Nicht qualifiziert                                                            | Nicht qualifiziert       | Nicht qualifiziert                  | Nicht qualifiziert                              | Nicht qualifiziert                              | Nicht qualifiziert                 | Nicht qualifiziert                 | Nicht qualifiziert       |
| 1998          | Katarína Hasprová               | Modlitba M: Gabriel Dušík; T: Anna Wepperyová                                 | Slowakisch               | Ein Gebet                           | 21 / 25                                         | 8                                               | Direkt für das Finale qualifiziert | Direkt für das Finale qualifiziert | Bratislavská lýra 1997   |
| 1999          | Nicht qualifiziert              | Nicht qualifiziert                                                            | Nicht qualifiziert       | Nicht qualifiziert                  | Nicht qualifiziert                              | Nicht qualifiziert                              | Nicht qualifiziert                 | Nicht qualifiziert                 | Nicht qualifiziert       |
| 2000 bis 2008 | Auf Teilnahme verzichtet        | Auf Teilnahme verzichtet                                                      | Auf Teilnahme verzichtet | Auf Teilnahme verzichtet            | Auf Teilnahme verzichtet                        | Auf Teilnahme verzichtet                        | Auf Teilnahme verzichtet           | Auf Teilnahme verzichtet           | Auf Teilnahme verzichtet |
| 2009          | Kamil Mikulčík & Nela Pocisková | Leť tmou M: Rastislav Dubovský; T: Petronala Kolevská, Anna Žigová            | Slowakisch               | Durch die Dunkelheit fliegen        | Ausgeschieden                                   | Ausgeschieden                                   | 18 / 19                            | 8                                  | Eurosong 2009            |
| 2010          | Kristína Peláková               | Horehronie M: Martin Kavulič; T: Kamil Peteraj                                | Slowakisch               | Horehronie (Region in der Slowakei) | Ausgeschieden                                   | Ausgeschieden                                   | 16 / 17                            | 24                                 | Eurosong 2010            |
| 2011          | Twiins                          | I’m Still Alive M: Bryan Todd; T: Bryan Todd, Sandra Nordstrom, Brano Jancich | Englisch                 | Ich lebe noch                       | Ausgeschieden                                   | Ausgeschieden                                   | 13 / 19                            | 48                                 | interne Auswahl          |
| 2012          | Max Jason Mai                   | Don’t Close Your Eyes M/T: Max Jason Mai                                      | Englisch                 | Schließe nicht deine Augen          | Ausgeschieden                                   | Ausgeschieden                                   | 18 / 18                            | 22                                 | interne Auswahl          |
| seit 2013     | Auf Teilnahme verzichtet        | Auf Teilnahme verzichtet                                                      | Auf Teilnahme verzichtet | Auf Teilnahme verzichtet            | Auf Teilnahme verzichtet                        | Auf Teilnahme verzichtet                        | Auf Teilnahme verzichtet           | Auf Teilnahme verzichtet           | Auf Teilnahme verzichtet |

## Nationale Vorentscheide
In den Anfangsjahren wählte die Slowakei ihre Beiträge stets intern aus. Erst 1998 fand die erste Vorentscheidung statt, die den Namen Bratislavská lýra 1997 trug und bereits im Juni 1997 stattfand. Dort wurde allerdings nur der Interpret ausgewählt. Der anschließende Beitrag 1998 wurde intern ausgewählt. Erst bei der Rückkehr 2009 veranstaltete die Slowakei eine großangelegte Vorentscheidung. Insgesamt gab es fünf Halbfinale, ein Finale und ein anschließendes Superfinale. Auch 2010 fand eine ähnlich großangelegte Vorentscheidung statt. Für 2011 und 2012 wählte das Land seine Beiträge wieder intern aus.

## Sprachen
Die ersten drei Teilnahmen mussten gemäß den Regeln auf Slowakisch gesungen werden, doch auch 2009 und 2010 blieb die Slowakei ihrer Sprache treu. Beim Vorentscheid waren auch schließlich jeweils nur Lieder auf Slowakisch erlaubt. 2011 sangen TWiiNS ihr I’m Still Alive erstmals auf Englisch, so auch Max Jason Mai 2012, der bisher letzte Vertreter des Landes. Tublatanka, Marcel Palonder, Kamil Mikulčík und Nela Pocisková sowie die 1993 ausgeschiedene Gruppe Elán nahmen ihre Beiträge auch in englischen Versionen auf.

## Punktevergabe
Folgende Länder erhielten die meisten Punkte von oder vergaben die meisten Punkte an die Slowakei (Stand: 2012):
| Die meisten im Finale vergebenen Punkte | Die meisten im Finale vergebenen Punkte | Die meisten im Finale vergebenen Punkte |
| Platz                                   | Land                                    | Punkte                                  |
| --------------------------------------- | --------------------------------------- | --------------------------------------- |
| 1                                       | Norwegen                                | 33                                      |
| 2                                       | Estland                                 | 32                                      |
| 3                                       | Schweden                                | 29                                      |
| 4                                       | Deutschland                             | 27                                      |
| 4                                       | Irland                                  | 27                                      |
| 4                                       | Kroatien                                | 27                                      |

| Die meisten im Finale erhaltenen Punkte | Die meisten im Finale erhaltenen Punkte | Die meisten im Finale erhaltenen Punkte |
| Platz                                   | Land                                    | Punkte                                  |
| --------------------------------------- | --------------------------------------- | --------------------------------------- |
| 1                                       | Malta                                   | 20                                      |
| 2                                       | Kroatien                                | 08                                      |
| 3                                       | Griechenland                            | 07                                      |
| 4                                       | Polen                                   | 05                                      |
| 5                                       | Spanien                                 | 02                                      |

| Die meisten insgesamt vergebenen Punkte | Die meisten insgesamt vergebenen Punkte | Die meisten insgesamt vergebenen Punkte |
| Platz                                   | Land                                    | Punkte                                  |
| --------------------------------------- | --------------------------------------- | --------------------------------------- |
| 1                                       | Estland                                 | 50                                      |
| 2                                       | Schweden                                | 48                                      |
| 3                                       | Norwegen                                | 47                                      |
| 4                                       | Bosnien und Herzegowina                 | 41                                      |
| 5                                       | Malta                                   | 31                                      |

| Die meisten insgesamt erhaltenen Punkte | Die meisten insgesamt erhaltenen Punkte | Die meisten insgesamt erhaltenen Punkte |
| Platz                                   | Land                                    | Punkte                                  |
| --------------------------------------- | --------------------------------------- | --------------------------------------- |
| 1                                       | Malta                                   | 27                                      |
| 2                                       | Ukraine                                 | 14                                      |
| 3                                       | Bosnien und Herzegowina                 | 11                                      |
| 4                                       | Portugal                                | 09                                      |
| 5                                       | Kroatien                                | 08                                      |

### Vergaben der Höchstwertung
Seit 1993 vergab die Slowakei die Höchstpunktzahl an sechs verschiedene Länder, davon zweimal an Malta. Im Halbfinale dagegen vergab die Slowakei die Höchstpunktzahl an vier verschiedene Länder, davon erhielt jedes der vier Länder die Höchstwertung gleich häufig.
| Höchstwertung (Finale) | Höchstwertung (Finale)   | Höchstwertung (Finale)   |
| Jahr                   | Land                     | Platz (Finale)           |
| ---------------------- | ------------------------ | ------------------------ |
| 1993                   | Nicht qualifiziert       | Nicht qualifiziert       |
| 1994                   | Kroatien                 | 16                       |
| 1995                   | Nicht qualifiziert       | Nicht qualifiziert       |
| 1996                   | Malta                    | 10                       |
| 1997                   | Nicht qualifiziert       | Nicht qualifiziert       |
| 1998                   | Malta                    | 3                        |
| 1999                   | Nicht qualifiziert       | Nicht qualifiziert       |
| 2000 bis 2008          | Auf Teilnahme verzichtet | Auf Teilnahme verzichtet |
| 2009                   | Estland                  | 6                        |
| 2010                   | Deutschland              | 1                        |
| 2011                   | Ukraine                  | 4                        |
| 2012                   | Schweden                 | 1                        |
| seit 2013              | Auf Teilnahme verzichtet | Auf Teilnahme verzichtet |

| Höchstwertung (Halbfinale) | Höchstwertung (Halbfinale) | Höchstwertung (Halbfinale) |
| Jahr                       | Land                       | Platz (Halbfinale)         |
| -------------------------- | -------------------------- | -------------------------- |
| 2004 bis 2008              | Auf Teilnahme verzichtet   | Auf Teilnahme verzichtet   |
| 2009                       | Aserbaidschan              | 2                          |
| 2010                       | Malta                      | 12                         |
| 2011                       | Bosnien und Herzegowina    | 5                          |
| 2012                       | Schweden                   | 1                          |
| seit 2013                  | Auf Teilnahme verzichtet   | Auf Teilnahme verzichtet   |

## Verschiedenes
- Eigentlich wäre die Slowakei das Land, welches mit vier Monaten am schnellsten nach der Unabhängigkeit beim Eurovision Song Contest teilgenommen hat. 1993 scheiterte das Land im Osteuropäischen Vorentscheid, wodurch dies verhindert wurde. Dadurch ist Montenegro mit knapp einem Jahr das Land, welches am schnellsten nach der Unabhängigkeit teilnahm, auch wenn man berücksichtigen muss, dass Montenegro im Halbfinale von 2007 ausgeschieden ist.
- 1998 war das erste abstimmende Land Kroatien, es gab der Slowakei auch gleich acht Punkte. Was zunächst auf ein gutes Ergebnis hoffen ließ, entpuppte sich als Enttäuschung: Es sollten die einzigen Punkte des Abends sein.
- 1994 erhielt die Slowakei insgesamt 15 Punkte, zwölf davon kamen aus Malta. Auch 1996 erhielt die Slowakei ihre höchste Wertung aus Malta, dieses Mal acht von insgesamt 19 Punkten.
- Im Jahr 2010 wurde Kristina als große Favoritin gehandelt, umso größer war der Schock, dass sie sich nicht für das Finale qualifizieren konnte. Auf der Internetplattform YouTube ist ihre Live-Performance eines der meist geklickten Videos auf dem offiziellen Kanal vom ESC.

## Impressionen

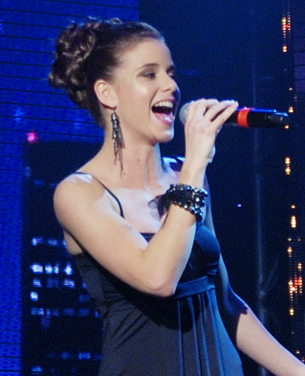
Nela Pocisková 2009
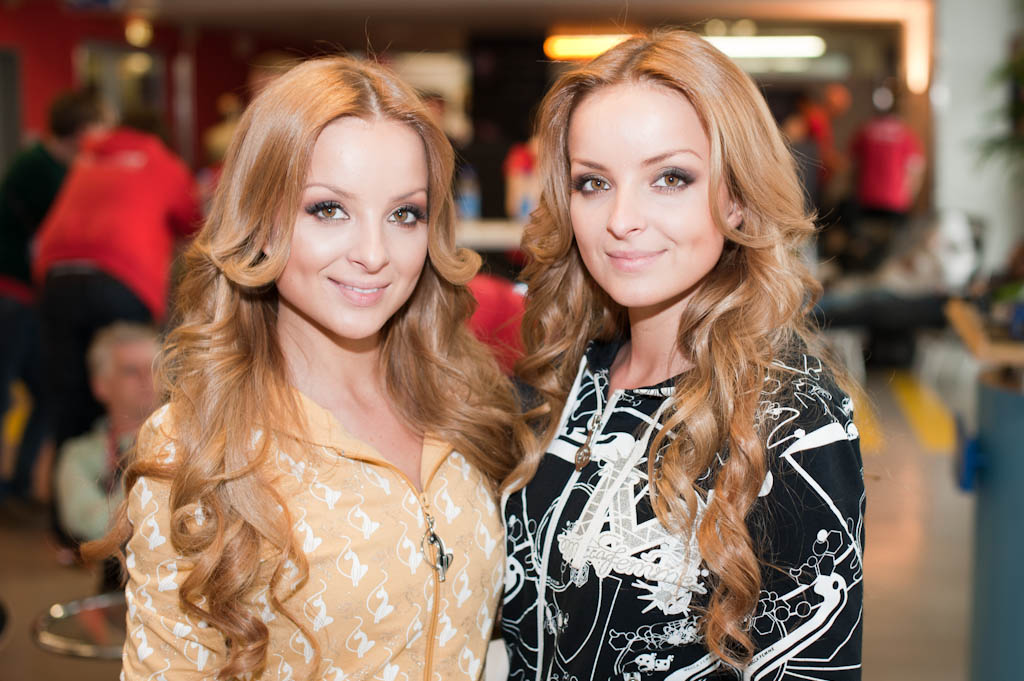
Twiins 2011